# Ludwika Rivoli
Ludwika Tekla Rivoli (zamężna Tomaszkiewicz, ur. 3 marca 1814 w Łęczycy, zm. 16 października 1878 w Warszawie) – polska śpiewaczka operowa i aktorka.

## Kariera
Od dzieciństwa występowała jako aktorka w Wilnie i w zespołach teatrów prowincjonalnych. W 1830 r. zadebiutowała z sukcesem w teatrze warszawskim w sztuce Asmodeuszek. Po krótkim okresie występów w Krakowie związała się z zespołem wędrownym Jana Aśnikowskiego. Wówczas zaczęła występować jako śpiewaczka. W 1834 r. wystąpiła na scenie Teatru Wielkiego w Warszawie w partii Zerliny (Fra Diavolo). Występowała w operze warszawskiej do 1851 r., po czym z powodu choroby gardła wycofała się z opery, występując jedynie w drugoplanowych rolach w zespole dramatycznym. Wystąpiła m.in. w operach: Zampa, Czaromysł, książę słowiański, czyli nimfy jeziora Gopło Karola Kurpińskiego, Koń spiżowy Daniela Aubera, Kopciuszek i Turek we Włoszech.

## Rodzina
Jej ojcem był aktor i śpiewak, Wacław Rivoli. Jej siostry: Paulina i Julia również zrobiły karierę jako śpiewaczki. W 1844 r. wyszła za mąż za urzędnika, Teodora Tomaszkiewicza.